# Navacelles
Navacelles é uma comuna francesa na região administrativa de Occitânia, no departamento de Gard. Estende-se por uma área de 11,02 km². Em 2010 a comuna tinha 323 habitantes (densidade: 29,3 hab./km²).